# جامعة نانت
جامعة نانت (بالفرنسية: Université de Nantes)‏ هي جامعة عامة فرنسية تأسست سنة 1460. تقع في مدينة نانت، بالإضافة إلى حرمين جامعيين في لاروش سور يون وسان نازير. يدرس في هذه الجامعة حالياً 34,500 طالب، 10% من الطلاب أجانب قادمين من 110 دولة. تُصنف الجامعة بين 501–600 حسب مجلة تايمز للتعليم العالي في سنة 2018.

## أبرز الخريجين
- جان مارك أيرولت: رئيس الحكومة الفرنسية (2012 - 2014)
- ستيفان لي فول: المتحدث باسم الحكومة الفرنسية (2014 - 2017)، ووزير الزراعة (2012 - 2017).